# Amos Cardarelli
Amós Cardarelli (Monterotondo, 6 de março de 1930 - Roma, 1 de julho de 2018) foi um jogador de futebol italiano. 

## Carreira
Jogou como zagueiro em clubes italianos.
Morreu em 1 de julho de 2018, 88 anos.